# Konjugierte Matrix
Die konjugierte Matrix, kurz Konjugierte, ist in der Mathematik diejenige Matrix, die durch komplexe Konjugation aller Elemente einer gegebenen komplexen Matrix entsteht. Die Umwandlung einer Matrix in ihre konjugierte Matrix wird Konjugation  der Matrix genannt. Die Konjugationsabbildung, die einer Matrix ihre Konjugierte zuordnet, ist stets bijektiv, linear und selbstinvers. Viele Kenngrößen konjugierter Matrizen, wie Spur, Determinante und Eigenwerte, sind gerade die komplex Konjugierten der jeweiligen Kenngrößen der Ausgangsmatrizen.
Die konjugierte Matrix wird beispielsweise bei der Definition der adjungierten Matrix verwendet, die durch Konjugation und Transposition einer gegebenen Matrix entsteht. Zudem wird die konjugierte Matrix auch in der Definition der konjugierten Ähnlichkeit von Matrizen eingesetzt.

## Definition
Ist {\displaystyle A=(a_{ij})\in \mathbb {C} ^{m\times n}} eine komplexe Matrix, 
{\displaystyle A={\begin{pmatrix}a_{11}&\dots &a_{1n}\\\vdots &&\vdots \\a_{m1}&\dots &a_{mn}\end{pmatrix}}}
dann ist die zugehörige konjugierte Matrix {\displaystyle {\bar {A}}\in \mathbb {C} ^{m\times n}} definiert als
{\displaystyle {\bar {A}}=({\overline {a_{ij}}})={\begin{pmatrix}{\overline {a_{11}}}&\dots &{\overline {a_{1n}}}\\\vdots &&\vdots \\{\overline {a_{m1}}}&\dots &{\overline {a_{mn}}}\end{pmatrix}}}.
Die konjugierte Matrix {\displaystyle {\bar {A}}} ergibt sich also dadurch, dass alle Einträge der Ausgangsmatrix {\displaystyle A} komplex konjugiert werden. Gelegentlich wird die konjugierte Matrix auch durch {\displaystyle A^{\ast }} notiert, wobei dann allerdings Verwechslungsgefahr mit der adjungierten Matrix besteht, die ebenso bezeichnet wird.

## Beispiele
Die Konjugierte der Matrix 
{\displaystyle A={\begin{pmatrix}1&2+i&3-2i\\4i&-5&-6-3i\end{pmatrix}}\in \mathbb {C} ^{2\times 3}}
ist die Matrix
{\displaystyle {\bar {A}}={\begin{pmatrix}1&2-i&3+2i\\-4i&-5&-6+3i\end{pmatrix}}\in \mathbb {C} ^{2\times 3}}.
Für eine komplexe Matrix mit ausschließlich reellen Einträgen ist die Konjugierte gleich der Ausgangsmatrix.

## Eigenschaften

### Rechenregeln
Die folgenden Rechenregeln für konjugierte Matrizen folgen direkt aus den Rechenregeln der komplexen Konjugation. Es gelten
{\displaystyle {\overline {z\cdot A}}={\bar {z}}\cdot {\bar {A}}}
{\displaystyle {\overline {A+B}}={\bar {A}}+{\bar {B}}}
{\displaystyle {\overline {A\cdot C}}={\bar {A}}\cdot {\bar {C}}}
{\displaystyle {\bar {\bar {A}}}=A}
für alle Matrizen {\displaystyle A,B\in \mathbb {C} ^{m\times n}}, {\displaystyle C\in \mathbb {C} ^{n\times k}} und alle Skalare {\displaystyle z\in \mathbb {C} }.

### Transponierte
Die Konjugierte der transponierten Matrix ist gleich der Transponierten der konjugierten Matrix, das heißt
{\displaystyle {\overline {A^{\mathsf {T}}}}=\left({\bar {A}}\right)^{\mathsf {T}}}.
Diese Matrix wird adjungierte Matrix von {\displaystyle A} genannt und meist mit {\displaystyle A^{\mathsf {H}}} oder {\displaystyle A^{*}} bezeichnet.

### Inverse
Die Konjugierte einer regulären Matrix {\displaystyle A\in \mathbb {C} ^{n\times n}} ist stets ebenfalls regulär. Für die Konjugierte der Inversen einer regulären Matrix gilt dabei
{\displaystyle {\overline {A^{-1}}}=\left({\bar {A}}\right)^{-1}}.
Die Konjugierte der inversen Matrix ist demnach gleich der Inversen der konjugierten Matrix.

### Exponential und Logarithmus
Für das Matrixexponential der Konjugierten einer quadratischen Matrix {\displaystyle A\in \mathbb {C} ^{n\times n}} gilt 
{\displaystyle \exp({\bar {A}})={\overline {\exp A}}}.
Entsprechend gilt für den Matrixlogarithmus der Konjugierten einer regulären komplexen Matrix
{\displaystyle \ln({\bar {A}})={\overline {\ln A}}}.

### Konjugationsabbildung
Die Abbildung
{\displaystyle \mathbb {C} ^{m\times n}\to \mathbb {C} ^{m\times n},\quad A\mapsto {\bar {A}}},
die einer Matrix ihre Konjugierte zuordnet, wird Konjugationsabbildung genannt. Aufgrund der vorstehenden Gesetzmäßigkeiten besitzt die Konjugationsabbildung die folgenden Eigenschaften.
- Die Konjugationsabbildung ist stets bijektiv, linear und selbstinvers.
- Im Matrizenraum {\displaystyle \mathbb {C} ^{m\times n}} stellt die Konjugationsabbildung einen Automorphismus dar.
- In der allgemeinen linearen Gruppe {\displaystyle \operatorname {GL} (n,\mathbb {C} )} und im Matrizenring {\displaystyle \mathbb {C} ^{n\times n}} stellt die Konjugationsabbildung (für {\displaystyle m=n}) ebenfalls einen Automorphismus dar.

### Kenngrößen
Für den Rang  der Konjugierten einer Matrix {\displaystyle A\in \mathbb {C} ^{m\times n}} gilt
{\displaystyle \operatorname {rang} {\bar {A}}=\operatorname {rang} (A)}.
Für die Spur der Konjugierten einer quadratischen Matrix {\displaystyle A\in \mathbb {C} ^{n\times n}} gilt jedoch
{\displaystyle \operatorname {spur} {\bar {A}}={\overline {\operatorname {spur} (A)}}}.
Ebenso gilt für die Determinante der Konjugierten einer quadratischen Matrix
{\displaystyle \det {\bar {A}}={\overline {\det(A)}}}.
Für das charakteristische Polynom von {\displaystyle {\bar {A}}} ergibt sich daraus
{\displaystyle \chi _{\bar {A}}(\lambda )=\det(\lambda I-{\bar {A}})=\det {\overline {({\bar {\lambda }}I-A)}}={\overline {\det({\bar {\lambda }}I-A)}}={\overline {\chi _{A}({\bar {\lambda }})}}}.
Die Eigenwerte von {\displaystyle {\bar {A}}} sind demnach gerade die komplex Konjugierten der Eigenwerte von {\displaystyle A}. Auch die zugehörigen Eigenvektoren können komplex konjugiert gewählt werden.

### Normen
Für die Frobeniusnorm und die Spektralnorm der Konjugierten einer Matrix {\displaystyle A\in \mathbb {C} ^{m\times n}} gilt
{\displaystyle \|{\bar {A}}\|_{F}=\|A\|_{F}}   und   {\displaystyle \|{\bar {A}}\|_{2}=\|A\|_{2}}.
Auch für die Zeilensummen- und die Spaltensummennorm der Konjugierten gilt
{\displaystyle \|{\bar {A}}\|_{1}=\|A\|_{1}}   und   {\displaystyle \|{\bar {A}}\|_{\infty }=\|A\|_{\infty }}.
Diese Matrixnormen bleiben demnach unter Konjugation erhalten.

## Verwendung

### Spezielle Matrizen
Die konjugierte Matrix wird in der linearen Algebra unter anderem bei folgenden Definitionen verwendet:
- Die adjungierte Matrix ist diejenige Matrix, die durch Konjugation und Transposition einer gegebenen komplexen Matrix entsteht, also {\displaystyle A^{\mathsf {H}}={\overline {A^{\mathsf {T}}}}=({\bar {A}})^{\mathsf {T}}}.
- Eine hermitesche Matrix ist eine komplexe quadratische Matrix, deren Transponierte gleich ihrer Konjugierten ist, das heißt {\displaystyle A^{\mathsf {T}}={\bar {A}}}.
- Eine schiefhermitesche Matrix ist eine komplexe quadratische Matrix, deren Transponierte gleich dem Negativen ihrer Konjugierten ist, das heißt {\displaystyle A^{\mathsf {T}}=-{\bar {A}}}.
- Eine komplexe Matrix ist genau dann reell, wenn sie gleich ihrer konjugierten Matrix ist, das heißt, wenn {\displaystyle A={\bar {A}}} gilt.

### Produkt mit der Konjugierten
Für eine komplexe Zahl {\displaystyle z} ist die Zahl {\displaystyle z{\bar {z}}} als Betragsquadrat stets reell und nichtnegativ. Für eine komplexe quadratische Matrix {\displaystyle A\in \mathbb {C} ^{n\times n}} muss jedoch die Matrix {\displaystyle A{\bar {A}}} nicht notwendigerweise reell sein. Die Determinante von {\displaystyle A{\bar {A}}} ist allerdings stets reell und nichtnegativ, denn es gilt mit dem Determinantenproduktsatz
{\displaystyle \det(A{\bar {A}})=\det(A)\cdot \det({\bar {A}})=\det(A)\cdot {\overline {\det(A)}}}.
Die Eigenwerte der Matrix {\displaystyle A{\bar {A}}} müssen ebenfalls nicht alle reell sein, jedoch treten die nicht-reellen Eigenwerte paarweise komplex konjugiert auf. Die Matrix {\displaystyle A{\bar {A}}} tritt beispielsweise bei der Analyse komplexer symmetrischer Matrizen auf.

### Konjugierte Ähnlichkeit
Zwei quadratische Matrizen {\displaystyle A,B\in \mathbb {C} ^{n\times n}} heißen konjugiert ähnlich (englisch consimilar), wenn eine reguläre Matrix {\displaystyle S\in \mathbb {C} ^{n\times n}} existiert, sodass
{\displaystyle B=S^{-1}~A~{\bar {S}}}
gilt. Die konjugierte Ähnlichkeit stellt ebenso wie die normale Ähnlichkeit eine Äquivalenzrelation auf der Menge der quadratischen Matrizen dar. Zwei reguläre Matrizen {\displaystyle A,B\in \mathbb {C} ^{n\times n}} sind dabei genau dann zueinander konjugiert ähnlich, wenn die Matrix {\displaystyle A{\bar {A}}} ähnlich zu der Matrix {\displaystyle B{\bar {B}}} ist.